# Михайлов, Лев Дмитриевич (скульптор)
Лев Дмитриевич Михайлов (20 ноября 1929, Москва — 24 марта 2022, там же) — советский и российский скульптор, художник, педагог, последователь школы пластического идеализма, заложенной А. Т. Матвеевым. Заслуженный художник Российской Федерации (1999).

## Биография
- 1955 окончил Петербургскую художественно-промышленную академию им. Штиглица
- 1958  окончил аспирантуру МХПА им. С. Г. Строганова
- С 1958 — преподаватель кафедры рисунка МХПА им. С. Г. Строганова
- В 1959 вступил в Союз Художников СССР
- 1999  присвоено звание Заслуженного художника РФ
- 2003  присвоено учёное звание профессора по кафедре академического рисунка
- 2014  присвоено звание почётный член Российской академии художеств

Скончался 24 марта 2022 года.

## Выставки
- 1975 — Дом науки и культуры, Улан-Батор
- 1977 — Дворец культуры, Орёл
- 1978 — Дворец культуры, Златоуст
- 1979 — Музей музыкальной культуры им. Глинки, Москва
- 1980 — Санаторий «Южный», Крым
- 1985 — Санаторий «Заря», Крым
- 2009 — Музей охоты и рыболовства, Москва
- 2010 — Выставочный зал Московского Союза Художников

Участник международных симпозиумов:
- 1985 — Вышние Ружбахи, Словакия
- 1988 — Фанано, Италия
- 1990 — Будузо, Италия
- 1991 — Нанто, Италия

## Некоторые работы

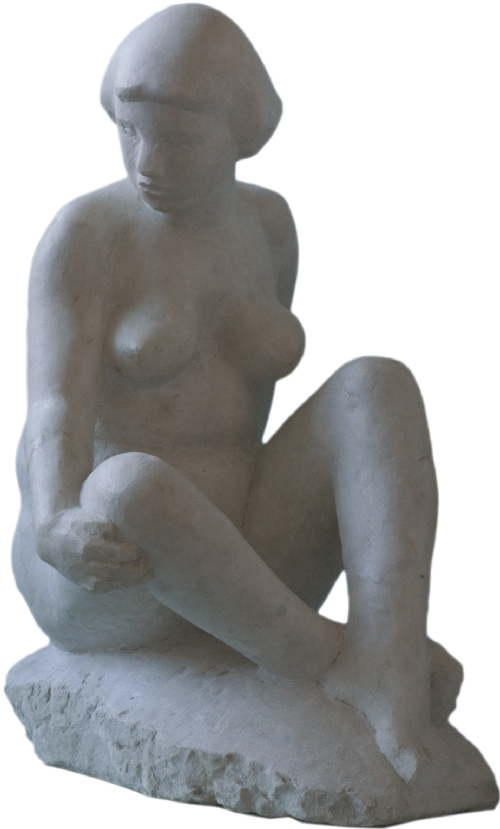
«Сидящая», мрамор, 2001. Собственность автора.
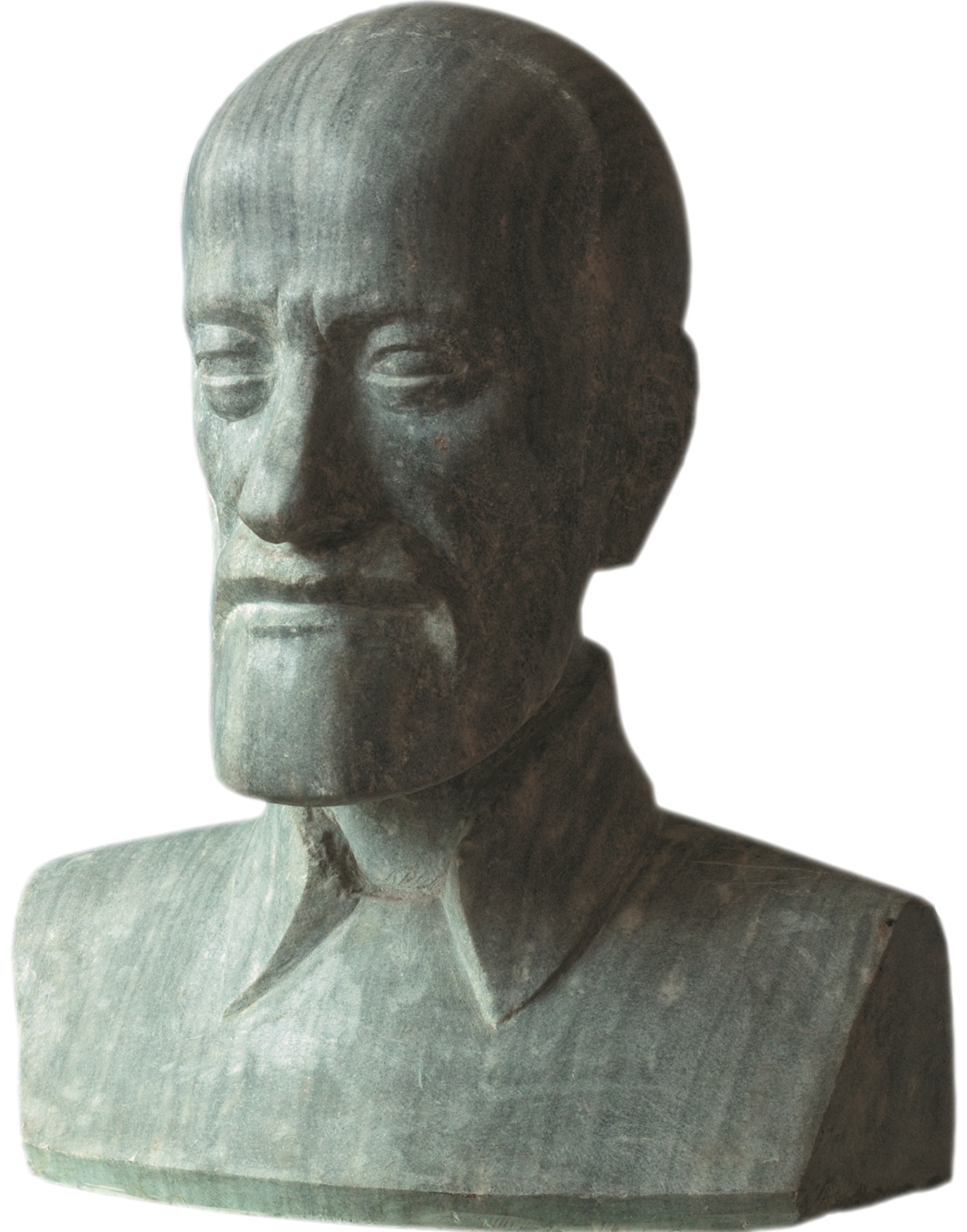
Портрет скульптора Саула Львовича Рабиновича, 1993. Собственность автора.
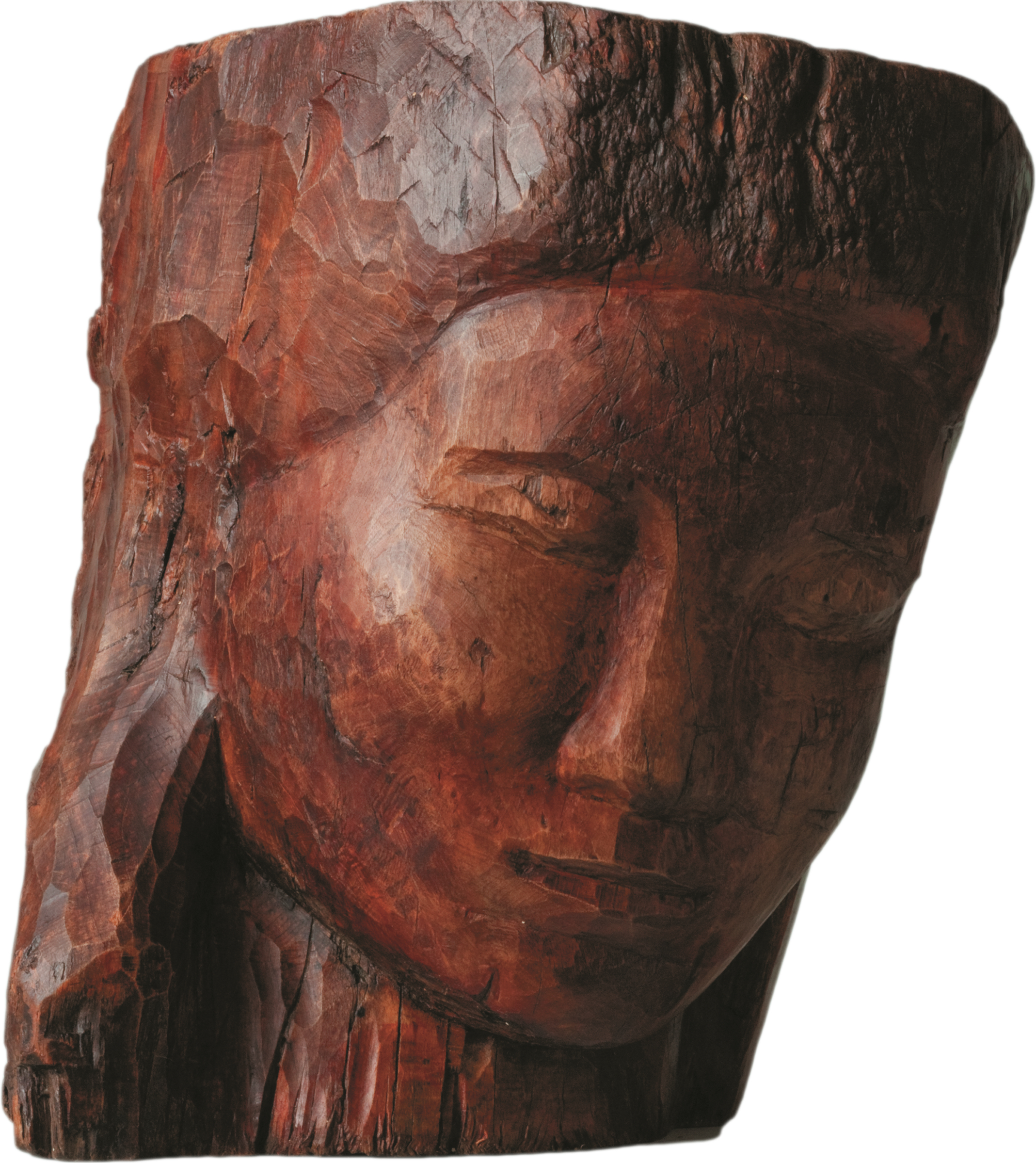
«Байкальская весна», 1961, дерево. Собственность автора
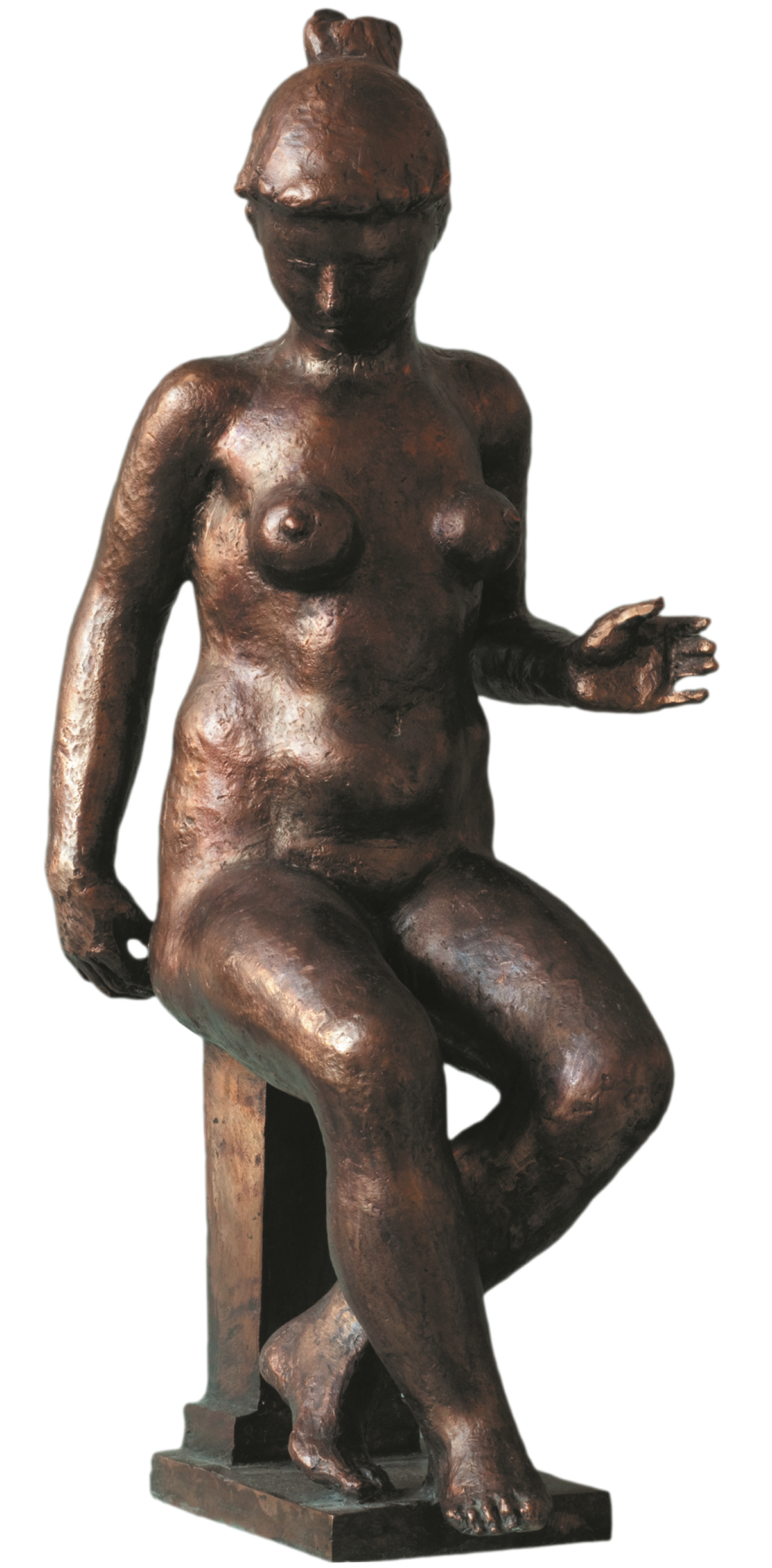
«Сидящая женщина», бронза, 2010. Собственность автора.
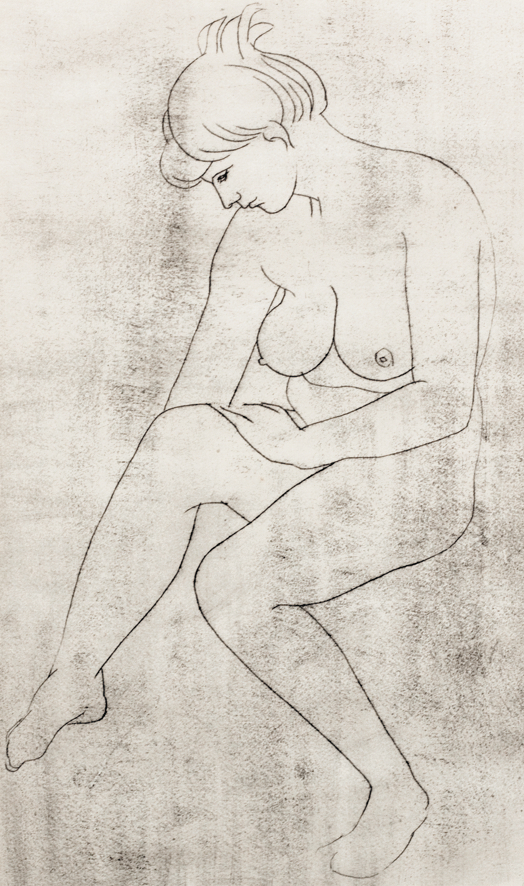
«Купальщица», 1993. Бумага, карандаш. Собственность автора.
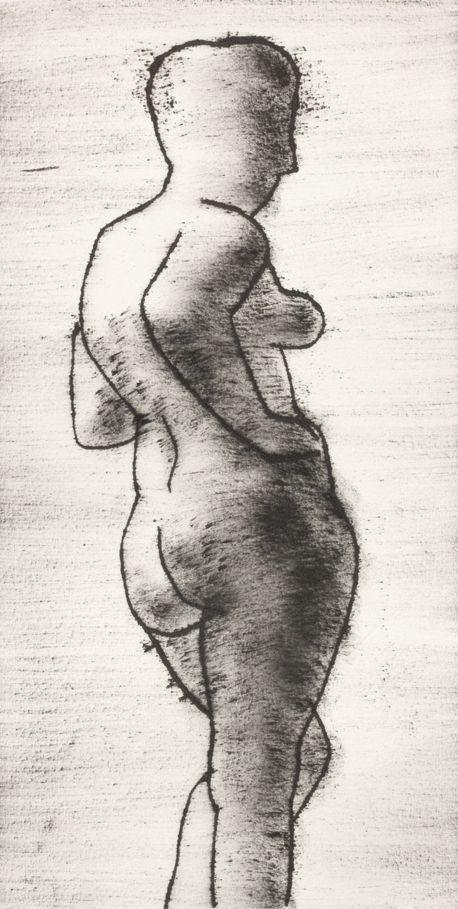
«Стоящая», 2003. Бумага, уголь. Собственность автора.
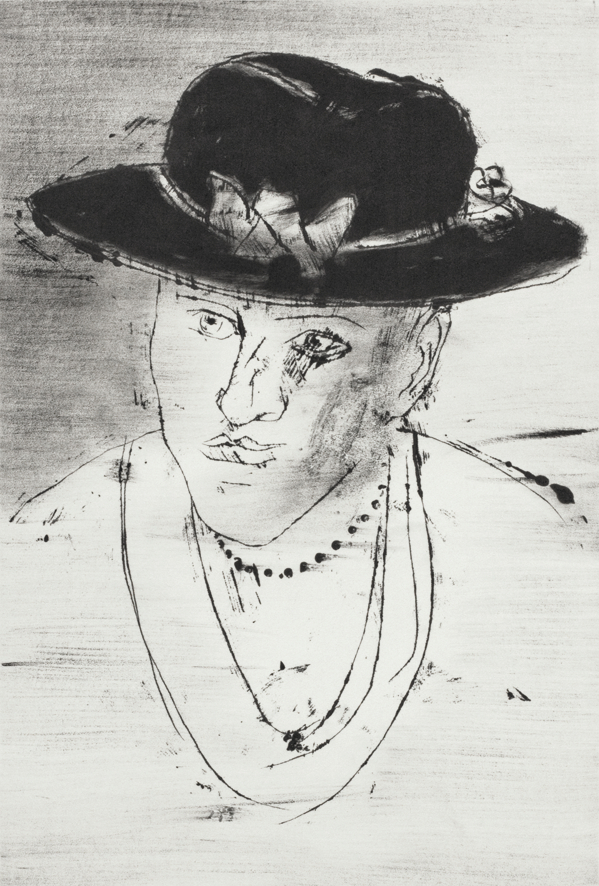
«Женщина в шляпе», 2005. Бумага, тушь. Собственность автора.